# مزرعه عرب (اقلید)
مزرعه عرب (اقلید)، روستایی از توابع بخش مرکزی شهرستان اقلید در استان فارس ایران است.

## جمعیت
این روستا در شرق شهر اقلید قرار دارد و براساس سرشماری مرکز آمار ایران در سال ۱۳۸۵، جمعیت آن زیر سه خانوار بوده‌است.